# Miss Madagascar
Miss Madagascar est un concours de beauté destiné aux jeunes femmes de nationalité malagasy âgées de 18 à 25 ans .
L'objectif est de promouvoir la diversité de la beauté des femmes malagasy. La reine de beauté sera l'ambassadrice de beauté Madagascar
dans les différents concours de beauté régionaux ou internationaux .

## Éditions successives

### Miss Madagascar 2022
L'édition de Miss Madagascar 2022 est remportée par la Miss Analamanga, Antsaly Rajoelina tenue le lundi 18 Avril 2022 à la salle de Galerie Arena Ivandry à Antananarivo où les places de la première dauphine et deuxième dauphine sont respectivement revenues à la Miss de la Région de Fitovinany et à la Miss de la Région Boeny.

### Miss Madagascar 2020
La Miss Diaspora Nellie Anjaratiana  remporte l'édition de Miss Madagascar 2020, tenue le 17 juillet 2020 en ligne vu le contexte pandémique où la place de première dauphine revient à la Miss Ihorombe, Faratiana Randriamaro est la deuxième dauphine revient à la Miss Diana, Vanimbelo Tamara. 

### Miss Madagascar 2019
La Miss originaire de la Région d'Analanjirofo, Anne Valérie Binguira est couronnée Miss Madagascar 2019, l'élection s'est fait durant la soirée de 1er décembre 2018 au Centre de Conférence International Ivato, la première dauphine est la Miss Boeny et la deuxième dauphine, la Miss de la Région Analamanga .

### Miss Madagascar 2018
Randriambelonoro Miantsa, la Miss Analamanga a été élu Miss Madagascar 2018 le 15 Décembre 2017 au Carlton Anosy. La Miss Sava est la première dauphine et la Miss Diana, la deuxième dauphine.

### Miss Madagascar 2017
La Miss Madagascar 2017 revient à JR Njara Windye Harris, la Miss originaire de la Région de Diana, la cérémonie s'est tenue au Carlton Anosy le 11 Novembre 2016, la première dauphine s'appelle Tirindraza Noeltinah, elle représente la Région d'Androy et la deuxième dauphine est la Miss Bongolava, Faniloniaina Randriamananjara. 

### Miss Madagascar 2016
C'était le 15 Décembre 2015 à l'Hotel Colbert Antaninarenina que fût élu la Miss Madagascar 2016, elle s'appelle Samantha Rodriguez Todivelo, elle est originaire de la Région Analanjirofo, la première dauphine revient à la Miss Vatovavy Fitovinany, Mirana Gwennaelle Lezoma et la deuxième dauphine à la Miss, Volantantely Solofoharimanitra représentante de la région Amoron'i Mania,. 

### Miss Madagascar 2015
La Miss Madagascar 2015 a été remporté par Christina Ranto Harisoa, elle vient de la Région Haute Matsiatra, la Miss Analamanga dite Miantra Rakotonirina Antsamalala prend la place de la première dauphine et la Miss Atsimo Atsinanana, Francesca Marovelo Amandine est élue deuxième dauphine. 

### Miss Madagascar 2012
La Miss Diana, Asmina Tanzia a été couronnée Miss Madagascar 2012, la cérémonie a eu lieu à L’Hôtel Paon d'or le 18 décembre 2011,  la place de la première dauphine revient à Ravel Mirana Sarah de la région de Menabe et la deuxième dauphine à Miorasoa Razafiarijaona, originaire de la région d'Analamanga.
| Année | Gagnante                 | Région           |  |
| ----- | ------------------------ | ---------------- |  |
| 2012  | Asmina Tanzia            | Diana            |  |
| 2015  | Christina Ranto Harisoa  | Matsiatra Ambony |  |
| 2016  | Todivelou Samantha       | Analanjirofo     |  |
| 2017  | Njara Jr Windye          | Diana            |  |
| 2018  | Randriambelonoro Miantsa | Analamanga       |  |
| 2019  | Binguira Valérie         | Analanjirofo     |  |
| 2020  | Anjaratiana Nellie       | Diaspora         |  |
| 2022  | Antsaly Rajoelina        | Analamanga       |  |

## Galerie
|  |  |  |  |  |

## Concours international
| Nom                          | Titre                             | Concours International  | Lieu        | Rang |
| ---------------------------- | --------------------------------- | ----------------------- | ----------- | ---- |
| Tinrindraza Felana Noelthina | 1re Dauphine Miss Madagascar 2017 | Miss Monde 2017         | Sanya Chine |      |
| Lombardin Malleka            | 1re Dauphine Miss Madagascar 2018 | Miss International 2018 | Tokyo Japon | 15e  |
| Randriambelonoro Miantsa     | Miss Madagascar 2018              | Miss Monde 2018         | Sanya Chine |      |

## Galerie
|  |  |  |
|  |  |  |